# Wormser Ried

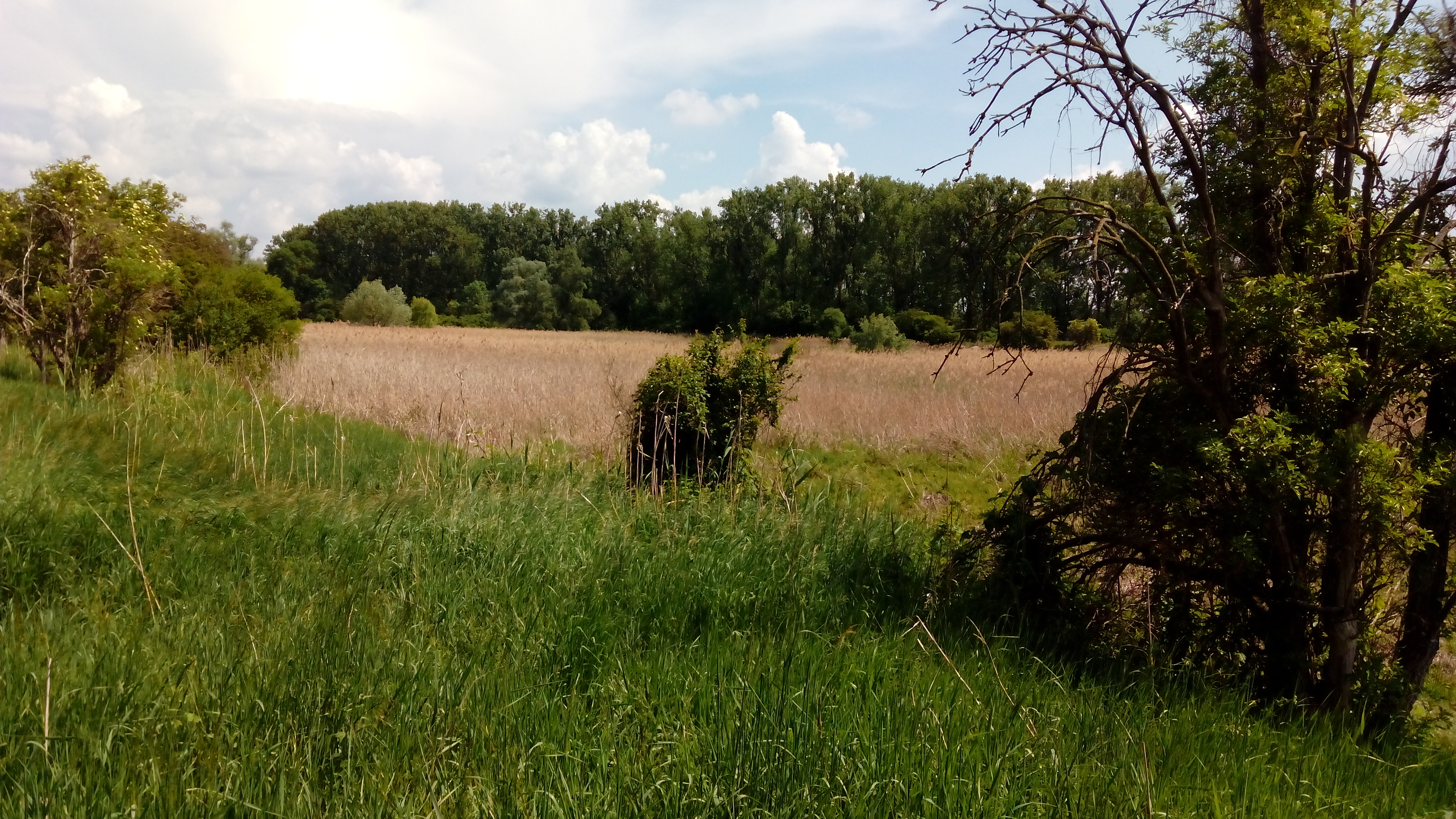
Ansicht des Wormser Rieds

Das Wormser Ried ist ein 35,3 Hektar großes Naturschutzgebiet im Süden der Stadt Worms. Es umfasst mehrere ehemalige Klärteiche einschließlich der umgebenden Verlandungszonen, Röhrichtbestände, Auwaldreste und Feuchtwiesen. Die Rechtsverordnung zur Unterschutzstellung wurde am 20. September 1968 durch die Bezirksregierung Rheinhessen erlassen.

## Schutzzweck
Das Naturschutzgebiet, ein Sekundärbiotop aus den ehemaligen Klärteichen der Wormser Lederindustrie, wurde zum Biotopschutz und zum Vogel- und Amphibienschutz ausgewiesen. Da es durch die Lage zwischen mehreren Dämmen weitgehend von natürlichen Zuflüssen abgeschlossen ist, waren seit der Unterschutzstellung mehrfach Wiederherstellungsarbeiten im Schutzgebiet notwendig, um den Schutzzweck sicherzustellen.
Nach der Biotopkartierung 2007 finden sich im Gebiet hauptsächlich drei Pflanzengesellschaften: Phalaridetum arundinaceae, Phragmition australis, Salicion albae. Untergeordnete Teilflächen entfallen auf andere Pflanzengesellschaften. Zu den im Wormser Ried nachgewiesenen Amphibien und Reptilien zählen: Grasfrosch, Moorfrosch, Seefrosch, Teichfrosch, Kleiner Wasserfrosch, Erdkröte, Knoblauchkröte, Nördlicher Kammmolch, Teichmolch und Ringelnatter.
Das Naturschutzgebiet ist zusätzlich eine Teilfläche des FFH-Gebiets „Rheinniederung Ludwigshafen-Worms“ und des Landschaftsschutzgebietes Rheinhessisches Rheingebiet.

## Lage
Das Wormser Ried liegt im Südwesten der Wormser Bürgerweide. Im Nordwesten grenzt es an den Flugplatz Worms und im Nordosten an die in Dammlage verlaufende Bundesstraße 9. Im Süden wird es durch den zwischen zwei Dämmen verlaufenden Eckbach abgeschlossen, der gleichzeitig die Grenze zwischen der Stadt Worms und dem Rhein-Pfalz-Kreis ist.